# Município de Allen (condado de Hancock, Ohio)
O município de Allen (em inglês: Allen Township) é um município localizado no condado de Hancock no estado estadounidense de Ohio. No ano 2010 tinha uma população de 2533 habitantes e uma densidade populacional de 41,96 pessoas por km².

## Geografia
O município de Allen encontra-se localizado nas coordenadas 41° 07′ 41″ N, 83° 39′ 16″ O. Segundo a Departamento do Censo dos Estados Unidos, o município tem uma superfície total de 60.37 km², da qual 60.1 km² correspondem a terra firme e (0.45%) 0.27 km² é água.

## Demografia
Segundo o censo de 2010, tinha 2533 pessoas residindo no município de Allen. A densidade de população era de 41,96 hab./km².